# Emilio Castro (pastor)
Emilio Castro Pombo  (2 de mayo de 1927 en Montevideo , Uruguay ; † 6 de abril de 2013) fue un pastor metodista y teólogo de la liberación uruguayo. 

## Vida familiar
Hijo de padre chileno, Ignacio Castro y madre española, María Josefa Pombo, quienes se instalaron en un popular barrio montevideano para formar una numerosa familia. Su padre era trabajador con fuerte militancia sindical y su madre hacía tareas domésticas en algunas casas del barrio, para solventar la crianza de nueve hijos. En 1950 se casó con Gladys Nieves con quien tuvo dos hijos.

## Trayectoria
Estudia teología en Buenos Aires, Argentina, en la Facultad Evangélica de Teología donde obtiene el título de grado. En 1953, Castro estudió teología evangélica en Basilea  donde fue influenciado por los hallazgos teológicos de Karl Barth .  En la Universidad de Lausana , presentó su tesis  y se convirtió en doctor en teología .  Se desempeñó como pastor metodista en varias comunidades antes de trabajar en varios organismos ecuménicos latinoamericanos e internacionales. Participó de la creación del partido político Frente Amplio.  En 1973 fue nombrado Director de la Comisión para la Evangelización Mundial y Misión en el Consejo Mundial de Iglesias (CMI) en Ginebra .  Como objetivo especial de su administración fue la incorporación de las iglesias pentecostales sudamericanos  al Consejo Mundial de Iglesias.  De 1985 a 1992, asumió el cargo de Secretario General del CMI y le imprimió al trabajo ecuménico acentos de la teología de la liberación. Con sus elocuentes sermones y sus demandas de fuerte contenido   ético-social para lograr la renovación de la economía   internacional y la política, llamó la atención en las iglesias y recibió  también duras críticas de los círculos conservadores y liberales económicos.  Bajo su dirección una delegación del CMI visitó por primera vez Sudáfrica, después de que el representante de la ANC , Nelson Mandela , fue liberado de su encarcelamiento.  El CMI había criticado el sistema de apartheid durante décadas. 
Incluso después de que Castro abandonó el ejecutivo del CMI, continuó su búsqueda ecuménica por un orden mundial más justo.  Junto con Konrad Raiser , su sucesor en el cargo de Secretario General, convocó un Congreso Ecuménico Internacional en el 2006 en la Universidad de Teología de San Leopoldo sobre el tema "Misión y ecumenismo en América Latina".  Cabe destacar que paralelamente al congreso sesionaba en Porto Alegre la novena Asamblea del CMI.
Castro trabajó en la Conferencia de Paz Cristiana y participó en la segunda Asamblea la Paz de todos los cristianos en 1964 en Praga , donde fue elegido como uno de los vicepresidentes .  A pesar de los cambios políticos globales que se han producido desde la década de 1990, sus esfuerzos continuaron centrándose en la realización de un concilio por la paz de todas las iglesias, como el Movimiento conciliar por la Justicia, la Paz y el cuidado de la Creación lo intenta desde hace muchos años.  Para esto también fue periodista, habló en congresos, apareció como editor de publicaciones teológicas de liberación y apoyó a los cristianos en Chile en su trabajo para superar las consecuencias de la dictadura de Pinochet .

## Publicaciones
- Una pasión por la unidad, Ginebra. : Publicación del CMI, 1992
- Consejo Mundial de Iglesias 1987 / (Parte 2).  El Informe del Secretario General del Consejo Mundial de Iglesias, 1987
- Publicado para su difusión en Fráncfort del Meno   : Lembeck, 1986
- En la agenda ecuménica: guerra y paz, Uetersen   : Internado.  Pacto de Reconciliación, Dt. Rama, [1985]
- Edimburgo 1985, Grand Saconnex, Ginebra   : WSCF, 1985
- Carta del secretario general del CMI sobre proceso conciliar, en: Servicio de Materiales de la Central Ecuménica, 38.  Vintage, No. 16-20 / 87, página 20f.
- Emilio Castro invita a las iglesias miembros del CMI a la Asamblea Mundial (Carta), en: Servicio de Información Ecuménica, No. 14, diciembre de 1988, IV.  Trimestre, p. 5.
- Expectativas del mundo 2/3 al proceso conciliar de justicia, paz e integridad de la creación.  Conferencia, en: 2º Taller Ecuménico en Renania para la Justicia, la Paz y la Integridad de la Creación. 27 al 29 de octubre de 1989 en Knechtsteden .  Documentación, Knechtsteden 1989, pp. 56-58.
- Entrevista: "El evangelio no nos permite ninguna resignación.  Sobre el proceso conciliar para la justicia, la paz y la integridad de la creación, en: Neue Stimme, Nr. 2/87, p. 27f.
- Nuestro testimonio de no violencia en el movimiento ecuménico.  Presentación en el taller de la Alianza de Reconciliación Alemana el 18.  Mayo de 1985 en Bonn, en: Junge Kirche, 46.  Vintage, No. 6/85, pp. 306-311.
- Nuestro testimonio de no violencia en el movimiento ecuménico.  Presentación en el taller de la Alianza de Reconciliación Alemana el 18.  Mayo de 1985 en Bonn , resumido en: Departamento de Estudios Teológicos de la Federación de Iglesias Protestantes en la RDA (Hrsg.  ), Proceso conciliar, Berlín / RDA 1985 [Información y textos, n. 14].
- De camino hacia el concilio por la paz.  Entrevista con el secretario general del CMI, en: epd-Documentation, n. 24/86, págs. 28-30 (citado en: Evangelische Kommentare, 19.  Vintage, No. 5/86, pp. 269-275).
- De camino hacia el concilio por la paz.  Entrevista con el Secretario General del CMI, en: Comentarios protestantes, 19.  Vintage, No. 5/86, pp. 269-275.